# Allomyrmococcini
Allomyrmococcini (лат.) — триба мирмекофильных насекомых-кокцид из семейства мучнистые червецы (Pseudococcidae).

## Распространение
Юго-Восточная Азия: Вьетнам, Индонезия, Малайзия, Таиланд.

## Описание
Микроскопического размера мучнистые червецы (длина 1-2 мм), которые активно опекаются муравьями (Dolichoderus, Hypoclinea, Polyrhachis и другими), находящимися с ними в симбиотических отношениях. Тело, как правило, округло-овальной или вытянутой формы. Развиты длинные анальные щетинки. Усики 6-члениковые, хорошо развиты, иногда примерно такой же длины, что и всё их тело. Ноги хорошо развиты, лапки короче голеней; коготки прямые. Лабиум конической формы состоит из 3 трёх сегментов.
Питаются соками растений различных семейств. Опекающие червецов муравьи, охраняют их от паразитов и врагов, переселяют на новые «пастбища».

## Систематика
11 родов, более 20 видов. Триба была впервые установлена в 1978 году британским энтомологом Д. Уилльямсом (Williams, D. J., British Museum (Natural History), Лондон, Великобритания).
- Allomyrmococcus Takahashi, 1941 (Allomyrmococcus acariformis)
- Archeomyrmococcus Williams, 2002 (Archeomyrmococcus dolichoderi)
- Bolbococcus Williams, 2002 (Bolbococcus oresbius, B. sabahanus)
- Borneococcus Williams, 2002 (Borneococcus bauensis, B. calvescens, B. pastorius)
- Dicranococcus Williams, 2002 (Dicranococcus apiensis, D. montanus, D. sabahensis, D. storki)
- Doryphorococcus Williams, 2002 (Doryphorococcus lentiginosus)
- Hippeococcus Reyne, 1954 (Hippeococcus bundericus, H. rappardi, H. wegneri)
- Malaicoccus Takahashi, 1950 (Malaicoccus formicarii, M. maschwitzi, M. sumatranus, M. takahashii)
- Paramyrmococcus Takahashi, 1941 (Paramyrmococcus chiengraiensis, P. vietnamensis)
- Promyrmococcus Williams, 2002 (Promyrmococcus dilli, P. wayi)
- Thaimyrmococcus Williams, 2002 (Thaimyrmococcus daviesi)